# Carl Frode Tiller

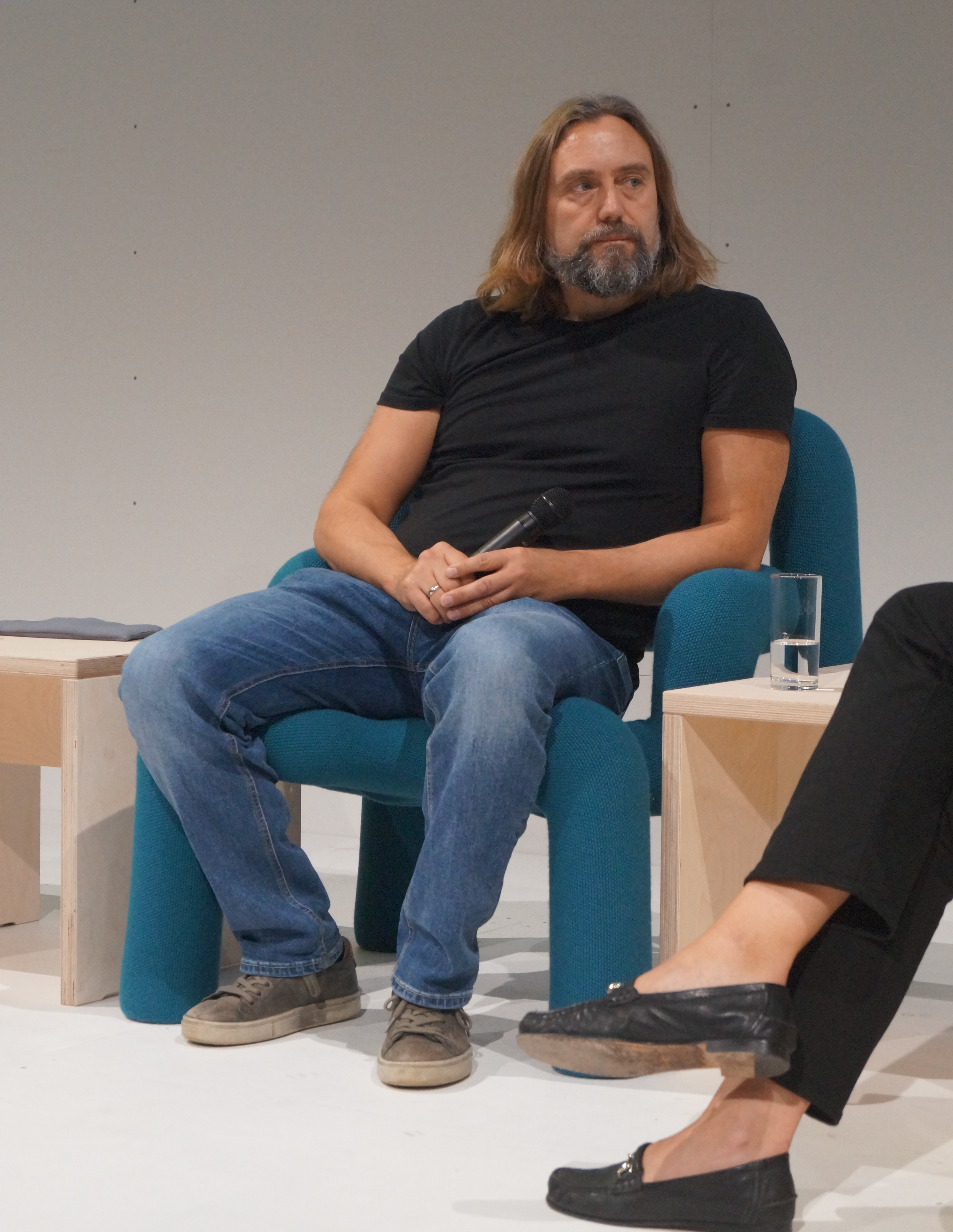
Carl Frode Tiller

Carl Frode Tiller (* 4. Januar 1970 in Namsos, Norwegen) ist ein norwegischer Schriftsteller, der auf Nynorsk schreibt.

## Biografie
Tiller wuchs in Nord-Trøndelag auf. Er studierte zunächst Literaturwissenschaft, später Geschichte an der Technisch-Naturwissenschaftlichen Universität Norwegens in Trondheim.
2001 publizierte Tiller seinen ersten Roman mit dem Titel Skråninga (Die Böschung), der mit dem Tarjei-Vesaas-Preis ausgezeichnet wurde. Der Preis wird für das beste literarische Debüt eines Jahres vergeben. Ebenfalls 2001 erhielt er den Publikumspreis von P 2, einem norwegischen Radiosender. Das Buch wurde außerdem für den Bragepreis nominiert. Eine dramatisierte Version des Buches wurde an mehreren norwegischen Theatern aufgeführt, unter anderem am Det Norske Teatret in Oslo.
Wie sein Debütwerk erhielten auch seine Romane Bipersonar (Nebenpersonen) und Innsirkling (Einkreisung) sehr gute Kritiken. Seine Bücher sind ins Schwedische, Dänische, Finnische, Isländische, Deutsche, Englische, Französische und Russische übersetzt worden. In Zeitschriften und Anthologien erschien auch Kurzprosa von Tiller.
Zusammen mit Håvard Thørring bildet er die Band Kong Ler, die zwei CDs herausgegeben hat.

## Werke
Romane
- Skråninga (2001)
- Bipersonar (2003)
- Innsirkling (2007)
- Innsirkling 2 (2010)
- Innsirkling 3 (2014)

Theaterstück
- Folkehelsa (2007)
- Portrett av ein varulv (2011)

## Tonträger
- Kong Ler - Smil! – CD (1997)
- Kong Ler - Sauter, et bakterievorspiel bak beingrinda – CD (2000)

## Preise
- Tarjei-Vesaas-Debütantenpreis (2001), für Skråninga
- P2-lytternes romanpris (2001), für Skråninga
- Sunnmørsprisen (2001), für Skråninga
- Aschehougs debutantstipend (2001), für Skråninga
- Brageprisen (2007), für Innsirkling
- Sultprisen (2008)
- Literaturpreis der Europäischen Union (2009), für Innsirkling